# Helicoverpa prepodes
Helicoverpa prepodes là một loài bướm đêm thuộc họ Noctuidae. Nó là loài đặc hữu của New South Wales và Queensland.